# Marcella (série télévisée)
Pour les articles homonymes, voir Marcella.
Marcella est une série télévisée policière britannique de type nordique noir créée par le scénariste suédois Hans Rosenfeldt, et diffusée depuis le 4 avril 2016 sur le réseau ITV, et sur Netflix à l'extérieur du Royaume-Uni. Le feuilleton a été adapté par TF1 sous le nom de Rebecca avec Anne Marivin dans le rôle titre.
Au Québec, elle est diffusée depuis le 7 janvier 2020 sur Max.

## Synopsis
À Londres, une ancienne enquêtrice de la London Metropolitan Police Service, Marcella Backland, décide de réintégrer la police alors que son mari Jason lui annonce qu'il la quitte, et après avoir consacré les dix dernières années à l'éducation de leurs enfants.  Elle reprend l'enquête sur une série de meurtres non résolus et ceux qui surviennent après onze ans d'interruption. En parallèle, elle découvre que son mari a une liaison avec Grace Gibson, une riche héritière. Marcella souffre de troubles mentaux et de pertes de mémoire que son mari utilisera pour obtenir la garde exclusive des enfants.

## Distribution
- Anna Friel (VFB : Colette Sodoyez) : Sergent détective Marcella Backland
- Nicholas Pinnock (VFB : Patrick Brüll) : Jason Backland
- Ray Panthaki (en) (VFB : Karim Barras) : Inspecteur Rav Sangha
- Jamie Bamber (VFB : Simon Duprez) : Inspecteur Tim Williamson
- Jack Doolan (en) : Agent de police Mark Travis (saisons 1-2)
- Hugo Speer : Frank Young (saisons 2-3)

Première saison
- Nina Sosanya : Inspectrice Laura Porter
- Charlie Covell : Agent de police Alex Dier
- Sinéad Cusack (VFB : Myriam Thyrion) : Sylvie Gibson
- Harry Lloyd (VFB : Alexandre Crépet) : Henry Gibson
- Laura Carmichael (VFB : Marie-Noêlle Hébrant) : Maddy Stevenson
- Maeve Dermody : Grace Gibson
- Patrick Baladi (en) (VFB : Olivier Cuvellier) : Stephen Holmes
- Stephen Lord (en) : Stuart Callaghan
- Ian Puleston-Davies (en) (VFB : Jean-Michel Vovk) : Peter Cullen
- Tobias Santelmann (VFB : Gaëtan Wenders) : Yann Hall
- Florence Pugh : Cara Thomas
- Ben Cura : Matthew Neil
- Andrew Lancel (en) (VFB : Raphaël Anciaux) : Clive Bonn
- Jasmine Breinburg (VFB : Shérine Seyad) : Lea Coombes (4 ep)
- Priyanga Burford (VFB : Karin Clercq) : Joanna Dogan (S1E01)

Deuxième saison
- Keith Allen : Alan Summers
- Nigel Planer : Reg Reynolds
- Jason Hughes : Vince Whitman
- Victoria Smurfit : Maya Whitman
- Peter Sullivan (en) : Phil Dawkins
- Amy Dawson : Nina Dawkins
- Sophia Brown : Officier de police Leanne Hunter
- Josh Herdman : Eric Davidson
- Harriet Cains : Gail Davidson
- Victoria Broom : Sascha
- Tamzin Malleson (en) : Jojo
- Vivienne Gibbs : Dr Tracey Lewis
- Andrew Tiernan : Nigel Stafford

Troisième saison
- Amanda Burton : Katherine Maguire
- Aaron McCusker : Finn Maguire
- Martin McCann : Bobby Barrett
- Kelly Gough : Stacey Maguire Barrett
- Michael Colgan : Rory Maguire
- Laurence Kinlan : Jack Healy
- Valerie Lilley : Megan Healy
- Emily Flain : Jessie Healy
- Eugene O'Hare : Agent de police Eddie Lyons
- Paul Kennedy : Lawrence Corrigan
- Jorin Cooke : Conor Scott
- James Martin : Danny Armstrong

Version francophone
- Studio : ?
- D.A. : Jean-Marc Delhausse
- Adaptation : Catherine Lacroix, Françoise Ménébrode (saison 1, 2, 3)

## Production

### Tournage
La série fut principalement tournée à Londres, notamment dans le quartier de Battersea Park où se trouve la maison de Marcella (au 2 Octavia Street) et à l'extérieur de la station de métro Edgware Road.
Les autres quartiers utilisés incluent Marylebone, Tower Hamlets, Newham, Victoria, Bexley, Haringey, Southwark et Notting Hill.
Durant la saison 1, les bureaux de la DTG Construction sont situés dans le bâtiment jouxtant l'arrière de la Tate Modern (sur Southwark Street).
La saison 3 est intégralement tournée en Irlande du Nord, à Belfast notamment.

### Fiche technique
- Titre original : Marcella
- Réalisation : Charles Martin, Jonathan Teplitzky, Henrik Georgsson, Charles Sturridge, Jim O'Hanlon
- Scénario : Hans Rosenfeldt
- Décors :
- Costumes :
- Photographie :
- Son :
- Montage :
- Musique : Lorne Balfe, The Bug (en)
- Production :
- Sociétés de production :
- Société de distribution :
- Pays d’origine :  Royaume-Uni
- Langue originale : anglais
- Format : couleur
- Genre : Policier
- Durée : 50 minutes
- Dates de première diffusion :
  - Royaume-Uni : 4 avril 2016

## Épisodes

### Première saison (2016)
8 épisodes, sans titre : Pour Marcella Backland, l'enquête reprend à partir de l'affaire de trois meurtres non résolus datant de 2005, il apparaît rapidement qu'un tueur en série s'est remis à sévir. A l'insu de son mari Jason, Marcella, qui est suivie pour des épisodes anciens de violence, commence à connaître des moments de blackout. Quand Grace Gibson, la maîtresse de son mari, est portée disparue, Marcella retrouve l'endroit où se trouve son corps à l'aide de flash-backs. Elle craint alors de l'avoir tuée lors d'une crise. 

### Deuxième saison (2018)
Les épisodes, sans titre, sont numérotés de 1 à 8.

### Troisième saison (2020)
La troisième saison est diffusée sur Netflix depuis le 14 juin 2020 et contient 8 épisodes.

## Accueil

### Récompenses et distinctions
- International Emmy Awards 2017 : Meilleure actrice pour Anna Friel

### Adaptations
TF1 a adapté le feuilleton en le baptisant Rebecca. Il est diffusé sur la chaîne depuis novembre 2021.